# 전기자동차
전기자동차(電氣自動車, 영어: electric car, electric vehicle, EV) 또는 단순히 전기차(電氣車)는 전기를 동력원으로 삼아 운행하는 자동차를 일컫는다. 전기 자동차는 내연기관 대신 전기 모터를 사용해 운동 에너지를 얻는

## 역사

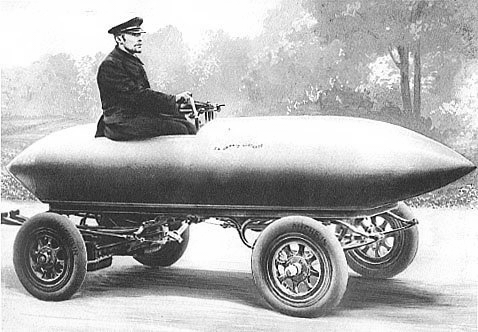
1899년에 처음으로 시속 100km를 실현한 전기 자동차인 'La Jamais Contente

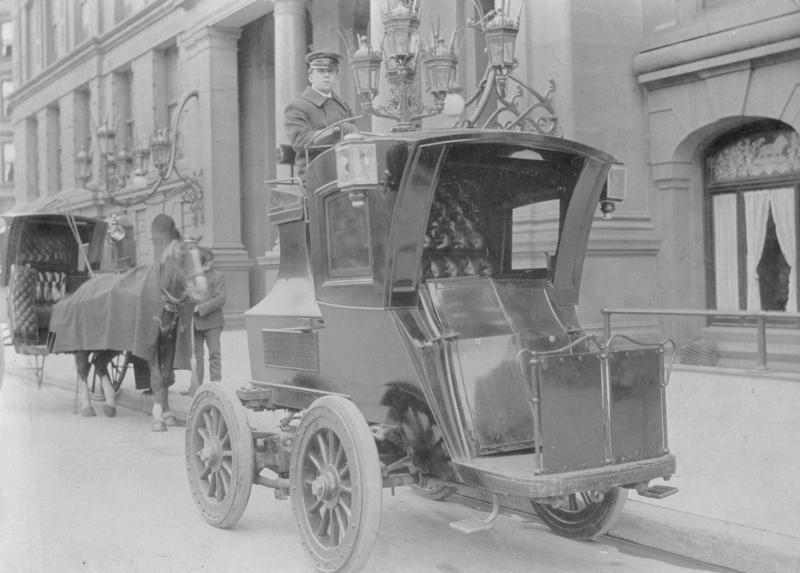
1904년에 독일에서 제작된 전기 자동차

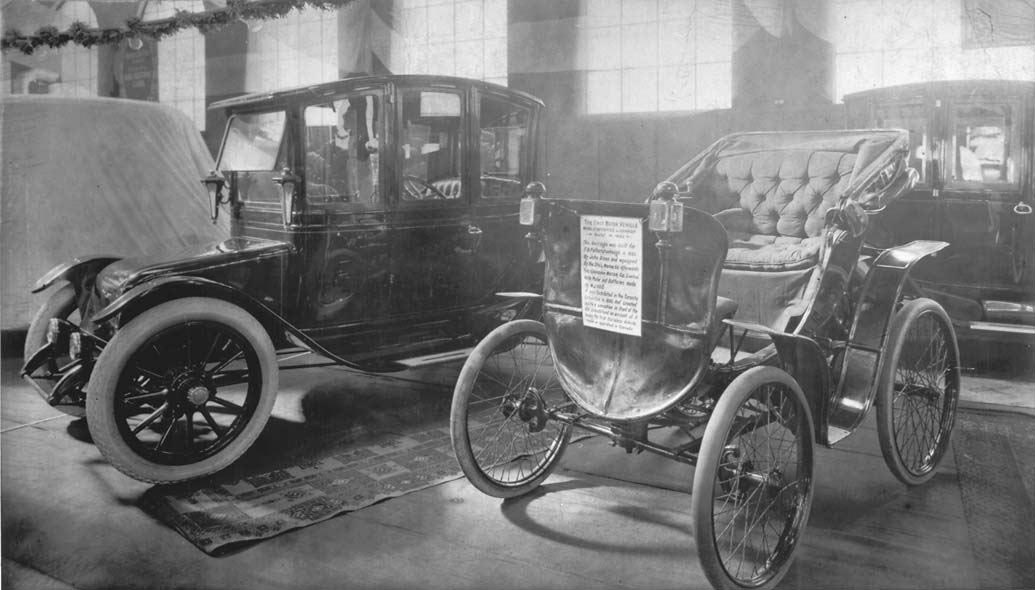
1912년에 토론토의 모터쇼에서 전시된 전기 자동차와 골동품 자동차

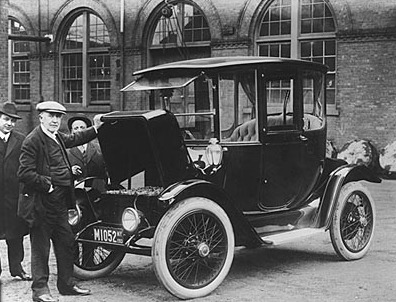
1913년의 토마스 에디슨과 전기 자동차. 국립미국사박물관(National Museum of American History)에 전시되어있다.

전기 자동차는 1873년에 가솔린 자동차보다 먼저 제작되었으나, 배터리의 중량이 무겁고 충전 시간이 너무 길다는 문제가 있어 대중화되지 못하였다. 미국에서는 구조가 간단하고 내구성(耐久性)이 크며 운전하기가 쉬운 등 장점을 살려 주로 여성용으로 1920년대 중반까지 소량 생산되기도 하였다. 1990년대 이후 공해 문제가 심각해지며 전기 자동차 개발도 다시 활발해지기 시작하였다.
1996년 GM은 개발용 모델인 EV를 토대로 고성능 전기 자동차 GM EV1을 생산하였다. GM EV1은 한 번 완충 시 최장 208km를 150km/h로 달릴 수 있으나, GM은 이 모델을 수익성이 없다는 이유로 단종시킨 후 모두 회수해서 폐차하였다. 소비자와 환경 단체들은 GM EV1의 단종과 폐차에 정유업체의 로비가 개입되었다는 음모론을 제기하기도 하였다.

## 성능
전기 자동차는 내연기관 자동차와 종종 비교되고 있다. 이에 여기서는 전기 자동차와 내연기관 자동차의 성능을 비교한다.

### 운용비
서비스 비용은 전기 자동차가 내연기관 자동차보다 더 작지만 전기 자동차에 사용되는 [Li-ion] 배터리는 교체할 상황인 경우 큰 비용이 소요된다. 그러나 Li-ion의 배터리기술이 발전하면서, 전기 자동차와 내연기관의 혼성방식(하이브리드)인 도요타의 프리우스자동차는 300,000km 이상을 배터리 교체 없이 가는 것으로 알려져있다. 도요타는 10년/150,000 마일 혹은 8년/ 100,000 마일의 보증제도를 가지고 있고 새로운 배터리의 가격은 2008년 2,600달러에서 2,300달러로 앞으로 가격은 계속 낮아질 전망일 것으로 보였지만 2018년 리튬이온 배터리의 주 원료인 코발트의 가격 상승과 수요와 공급에 불균형으로 가격이 낮아지지 않고 있다.

### 에너지 효율성
전기 자동차의 에너지 효율성은 전기에너지의 충전과 방전 효율에 따라 정해진다. 보통 한번 충전하였을 경우 충전량의 약 70%에서 85%의 전기에너지가 실제 사용이 가능하다. 또한 충전간에 약 9.5%정도의 에너지 손실이 일어난다. 보통의 전기 자동차는 이 동력 소비의 대략 20%정도는 배터리 충전의 비효율성 때문이다. 휘발유자동차의 대부분의 에너지는 열로 발산되어 없어진다. 즉, 휘발유 자동차 엔진은 열효율성이 20%밖에 안 되기 때문에 효율성이 낮다. 따라서 전기 자동차의 에너지 효율성은 에너지원으로부터 바퀴 구동까지의 에너지 효율을 따져보면 꼭 그렇지도 않다. 전기 자동차가 요하는 전기는 발전소에서 만들어지는데, 발전소의 발전효율은 40%가 넘지 않고, 송전시 손실되는 에너지도 많기 때문이다.

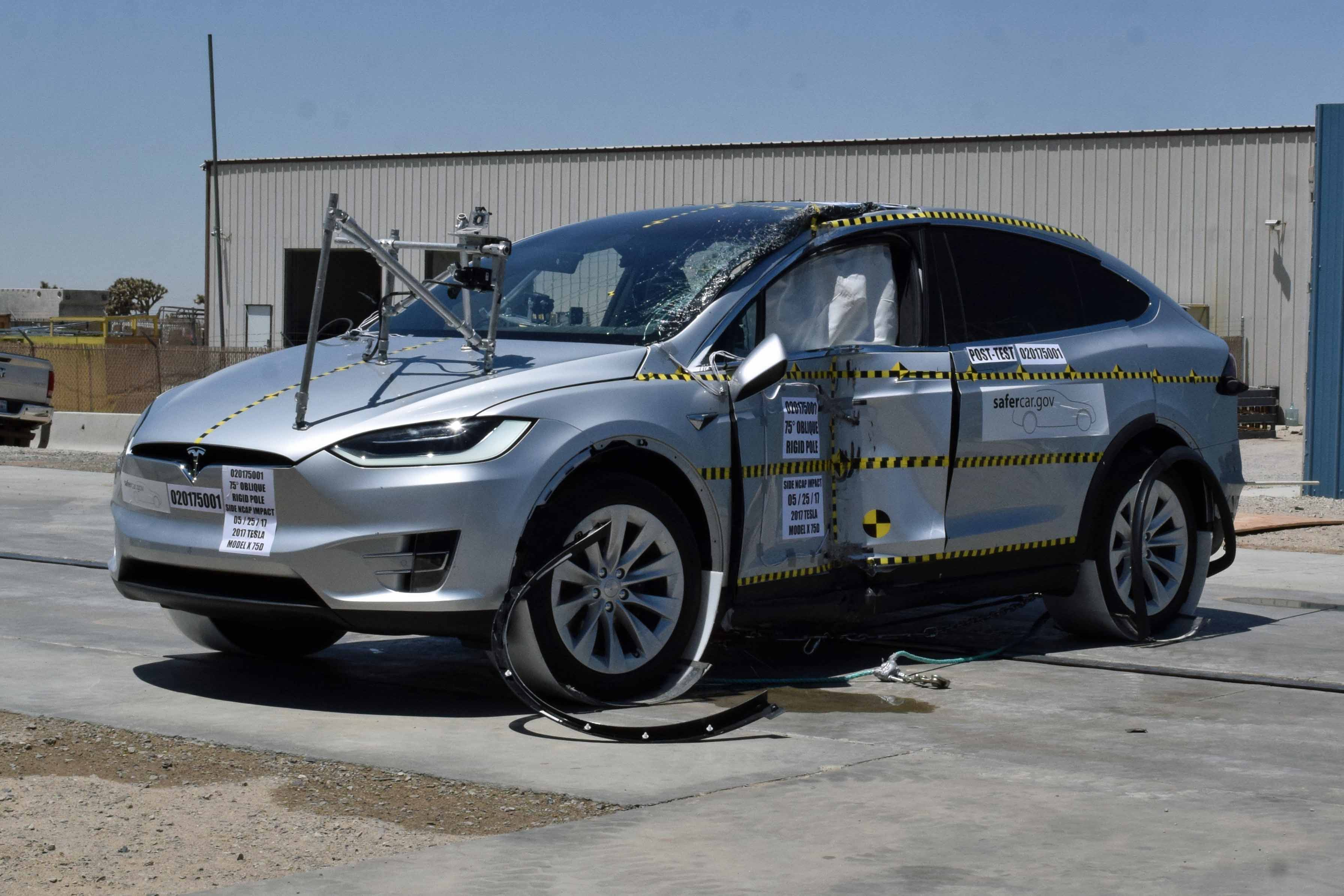
테슬라 모델 X의 측면 충격 테스트

전기 자동차의 안전 문제는 주로 국제 표준 ISO 6469에서 다룬다. 전기 자동차의 안전성은 세 부분으로 나뉜다.
- 온보드 전기 에너지 저장[2]
- 배터리 기능 안전 수단과 고장으로부터 보호[3]
- 전기적 위험으로부터 탑승자 보호[4]

### 화재 위험
전기차는 lCE와 마찬가지로 전기 자동차 배터리는 충돌이나 기계적 고장 이후 불이 붙을 수 있다. 비록 ICE 차량보다 주행 거리 당 화재 사고가 덜하지만 플러그인 전기차 화재 사고가 발생했다. 2012년 5월 중국 선전에서 고속 승용차가 BYD e6 택시와 충돌한 후 중국에서 최초의 현대식 충돌 관련 화재가 보고됐다. 화재 발생빈도 자체는 하이브리드 차량이 가장 높고, 전기차가 내연 자동차보다 낮다. 대한민국 소방청의 자료에 따르면 2019년 한 해 동안 판매된 차량 대수 대비 화재사고율이 전기차의 경우 약 0.02%로 이는 전체 차량의 화재율과 비슷하다. 미국 연방 교통 안전위원회에서 2022년에 내놓은 조사 자료에서는 오히려 내연차 화재 발생 확률이 전기차의 60배 이상이다. 한국과 해외 자료가 이렇게 큰 차이를 보이는 이유는 한국의 통계가 작성된 시기가 2019년이라는 것에 있다. 당시 한국에서 판매된 전기차의 대부분이 현대 코나 EV와 니로 EV, 쉐보레 볼트 EV였는데, 이중 코나 EV와 볼트 EV는 연쇄 화재 사건으로 리콜 조치가 이뤄진 모델이다.
*)18년부터 23년까지의 보험통계원에 따르면 오히려 국내에선 전기차화재율이 내연차를 앞질러 더 많은 화재가 나고 있다 노후화된 내연차가 화재 나듯이 앞으로 노후화된 전기차의 화재율은 더 커질 예정이다.

## 특징

### 안전성
운전자의 측면에서 볼때, 전기 자동차의 안전성은 높다고 할 수 있다. 배터리의 큰 질량으로 인해 전기 자동차는 같은 크기의 가스 자동차보다 질량이 많이 나간다. 자동차 충돌 사고 시 무거운 차량의 운전자가 입는 피해는 평균적으로 가벼운 차량의 운전자보다 적다는 것을 고려한다면 그 안전성은 가스 자동차보다 높다. 하지만 몇몇 전기 자동차는 마찰력이 작은 타이어를 사용하여 문제가 되고 있다.
보행자의 입장에서 보자면, 안전하다고는 보기 힘들다. 전기 자동차는 내부연소엔진을 갖춘 차량에 비해 소음이 적다. 전기 자동차의 적은 소음은 표면적으론 장점일 수 있으나, 이면적으로 봤을 때 보행자가 자동차 운행 소리를 듣지 못하고 자동차를 피하지 않아  예기치 못한 사고가 발생할 가능성이 있다.

### 시장성
전기 자동차가 곧 가솔린 자동차의 시장점유율을 넘어설 것이라는 판단은 시기상조다. 가솔린 자동차의 경우 몇십년간 인류의 생활에서 없어서는 안될 주요한 도구가 되었기 때문에 그 인프라가 탄탄하다. 예를 들어 가솔린 차를 타고 여행할 경우 곳곳에 보이는 주유소를 이용할 수 있으나 인프라 구축이 미흡한 전기 자동차의 경우 충전소를 찾기 위해 오랜 시간을 들여야 한다. 게다가 전기 자동차의 배터리를 충전시키는 시간은 가솔린차의 주유시간보다 매우 오래 걸리기 때문에 여행자에게 제약이 된다. 또한 배터리 충전 용량의 한계 때문에 전기 자동차는 장거리 운행에 있어서 단점이 있다. 현재 전기 자동차를 위해 조성된 환경은 느린 전기 충전에 알맞게 되어있어 재충전되는 동안 차량은 주차되어 있어야 한다. 이러한 점은 통근용으로 차량을 사용하는 사람들에게는 큰 문제가 없지만 장거리 운전자의 경우 재충전 시간으로 인해 이동간 소요시간이 늘어나는 문제점을 감수해야 한다. 하지만 이러한 장거리 운전자는 전체 운전자의 약 10%밖에 되지 않는다고 한다.

### 관리 비용
전기 자동차의 관리비용은 동급의 가솔린 자동차와 직접적으로 비교할 수 있다. 내연 기관으로 주행하는 가솔린 자동차의 경우 보통 1리터의 가솔린으로 약 9.7kWh의 에너지를 발생시킨다. 반면 전기 기관을 이용하는 경우 배터리에서 발생하는 2.7kWh의 전기에너지는 1리터의 가솔린으로 발생하는 에너지와 비슷한 크기를 보이며 EV1의 경우 100km를 주행할 때 약 11kWh의 에너지를 소비한다.
전기 자동차의 유지비용도 가솔린 자동차와 비교하였을 때 크게 낮다. 전기 자동차가 사용하는 납축전지의 경우 주기적인 교체가 필요한 반면, 니켈 수소 배터리의 수명은 보통 자동차의 수명과 같으며 토요타 자동차의 프리우스 전기 자동차의 경우 300,000km를 배터리 교체 없이 주행할 수 있다고 한다.

## 종류

### 구동계의 배치에 의한 분류
전기 자동차는 전동 모터를 포함한 구동계의 배치에 따라 몇 개의 분류가 가능하다. 통상의 가솔린 자동차에 가장 가까우며, 비교적 간단한 개조에 의해 엔진부분을 바꾸어, 프로펠라 샤프트나 데프 등을 그대로 사용하는 것에서 구동 타이어 가까이에 모터를 배치, 경우에 따라서는 감속 기어를 사용하여 구동바퀴에 접속하는 것, 그리고 가장 기존 자동차와 다른 구동계의 배치인 인허브 모터를 가진 것 등이 있다. 후륜, 전륜의 2륜구동이나 에리카와 같은 4륜구동도 가능하다.

### 배터리식 전기차
배터리식 전기자동차는 축전지에 충전된 전기를 사용하여 전동기를 가동한다. 예전부터 있었으며, 개량되어 왔다. 리튬 이차 전지의 성능과 가격은 현재 2~3배정도의 개선을 목표로 개발이 진행되고 있으며, 부품 수도 적게 들기 때문에 장래적으로는 보통 승용차라도 플러그 인 하이브리드 자동차보다 싸질 수도 있다. 단, 트럭이나 버스를 움직이는 단계에 도달하려면 가격이 1/50 이하로 하락해야 하는데, 사실상 불가능하므로 가선식과의 가격 경쟁은 힘들다.
| 장점 - 가선을 설치하는 비용이 들지 않으으므로, 미관상도 좋은데다 차량에 집전장치가 필요없다. - 주행시 CO2를 거의 배출하지 않는다. 소형 전기 자동차가 충전 전기 제조시 주행 1 Km당 40g(소형 가솔린 차의 경우는 170g)의 CO2를 발생한다. - 부품수가 하이브리드카는 물론, 내연기관차보다 적게(트렌스미션 레디에이터 등이 불필요) 시스템이 단순화가능하므로, 고장 리스크 범위도 줄일 수 있다. 기술 혁신에서 전지 코스트가 줄어들면 플러그 인 하이브리드 자동차 보다 값이 쌀 가능성이 있다. - 전기차는 전동기로만 구동할 경우 운행비용이 가장 저렴하고 값싼 심야 전기를 이용할 경우 비용을 더 낮출 수 있다. - 특히 화석 연료를 전혀 사용하지 않아 가장 친환경적이다. - 엔진소음이 적고, 진동이 적으며, 차량 수명이 상대적으로 길다. - 사고 시 폭발의 위험성이 적다. - 다양한 에너지원을 이용할 수 있고, 에너지 효율이 높다. - 전력이용의 시간대별 평준화가 가능하고, 싸고 힘있는 심야 전력으로 자신의 집에서 충전 가능하다. - 수소차에 비해 차량디자인 및 부품배치 자유도가 크고 차종도 많아 보급률이 높다. - 전기 자동차는 휘발유 자동차와는 다르게 운전중에 변속기를 바꿔줄 필요가 없어 운전조작이 간편하다. - 내연기관이 없어 고장이 적은 편이다. - 낼 수 있는 에너지당 중량이, 석유 계 연료에 비해서 매우 크다. | 단점 - 차량 총 중량 20t 트럭이나 버스일 경우, 현재 기술에서는 전지만으로도 5t정도에 달한다. 따라서 대형차량에는 적합하지 않다. - 고가의 전지가 필요하다. - 차량보다 배터리 수명이 짧고, 배터리를 몇 번씩 교환해야만 한다. 따라서 배보다 배꼽이 더 큰 셈이다. - 장거리 주행을 위해서는 급속 충전 스탠드의 전국 규모로 충전해야 한다. - 차량 가격이 비싸다(그러나 기술 개발을 통해 배터리 생산 단가를 절감하면 향후 가격 경쟁력에서 충분히 승산이 있다는 분석도 있다). - 일반 가솔린 자동차에 비해 속도가 느리고, 배터리 1회 충전으로 주행할 수 있는 거리(항속 거리)가 200~300km로 짧은 편이다. - 충전 시간이 오래 걸린다. - 배터리 수명이 짧고, 잔존시간 확인이 어렵다. - 별도의 충전 시설을 위한 기반 시설 구축도 선행돼야 한다. - 몇몇 국가마다 전기차의 급속충전 잭 규격이 다르다. 대한민국은 DC콤보-1이 대다수를 차지하지만, 일본은 도쿄 전력이 고안한 차데모 방식을 대부분 이용한다. - 화재 발생 시 배터리 열폭주 현상이 발생한다. 일반 소화기로는 진압이 절대 불가능하며, 일단 그 자리를 이탈한 다음 소방서 같은 유관기관에 연락하여 전기차 화재라는 사실을 알린 다음 신속한 보호조치를 받아야 한다. |

### 플러그인 하이브리드자동차
기본은 하이브리드 자동차이지만, 이차 전지 용량을 하이브리드 자동차와 전지 자동차의 중간 크기로 하고, 비상시에는 다시 충전해 두는 것으로 단거리는 전지 자동차로서 활용하는 형식이다. 가정 전원이 이용 가능하고 어디서도 충전 할 수 있다는 간편성을 염두에 둔 방식이다. 트럭에 비해 단거리 이용이 많은 승용차의 특성에 주목하여, 전동 주행을 단거리 이용으로 줄여서 전지 코스트를 줄인 가솔린 자동차와 전기 자동차의 하이브리드 방식이다.
| 장점 - 가솔린 스탠드를 이용 가능하며, 충전 스탠드 정비가 진행될 때까지는 편리하게 사용할 수 있다. - 전지로 장거리 주행을 타협하고 있으므로, 전지 코스트/중량이 전지 자동차보다 저렴하다. 그 때문에 전지 가격 저하까지는 종합 경제적으로 유리하다. - 대형 승용차에 전지 자동차보다 우월한 연비를 보인다. - 가솔린차와 동등 이상의 항속성능을 보인다. | 단점 - 13km 정도 이상의 주행은 하이브리드 차량과 비슷한 정도의 환경 부하가 있다. - 장거리 주행, 또는 지속적인 대출력이 필요한 버스, 트럭 등에는 쓸 수 없다. - 전기 자동차와 가솔린 자동차의 전환 기구가 필요하고 부품 수가 많아서, 전지의 코스트 다운이 진행된 경우는 경제적 이득을 잃게 된다. - 급속충전을 지원하지 않고, 완속충전만 가능하다. |

### 수소 연료 전지차
수소 연료전지로 발전하고 전동기를 구동하는 타입으로 수소를 직접 연소하여 이용하는 수소차하고는 에너지를 내는 방법이 다르다.
대표적인 수소차는 현대 Nexo, 도요타 미라이가 있다.
| 장점 - 주행시 온실가스의 주범이 되는 CO2(이산화탄소)라든가, NOx(질소산화물) 따위가 발생하지 않는다. - 항속거리가 충전식 전기차 보다 훨씬 더 길다(1회 충전시 600~700km). - 충전 시간이 빠르다(한 번 충전에 3~5분 정도). - 다른 차량에 비해 유지보수비용이 저렴하다. - 수소는 물을 전기분해하여 생성할 수 있으므로 무한대로 생산이 가능하며, 석유나 천연가스 등 화석연료에 비해 생산 비용이 저렴하다. | 단점 - 전기차에 비해 충전소 운영 시스템이 복잡하며, 설치 및 정비에 많은 비용이 드는데다, 충전기의 고장도 잦은 실정이다(한 군데 설치에만 30~50억 정도). 이로 인해 가른 차량에 비해 충전소 인프라 확충에 어려움이 많다. - 수소는 기체 상태의 물질이기 때문에 운반 및 저장에 어려움이 많으며, 두껍고 무거운 수소 흡장 합금 탱크라든가, 고압수소 탱크를 탑재해야 하기 때문에 효율적인 차량 내부 공간 활용이 어렵다. 차량의 무게가 늘어나는 것은 당연지사. - 수소차에 사용하는 백금 등의 촉매제에 의해 연료전지 스텍의 자체가 고가이기 때문에, 다른 차량에 비해 가격이 엄청 비싼데다(대당 7천만 원 정도), 차종도 많지 않아 보급이 지지부진한 실정이다. - 화학 반응 방식을 이용하는 발전이므로, 이온교환수지의 마모에 의한 성능 저하를 피할 수 없으며, 몇 년 주기로 연료 전지 스텍을 교체해야 한다. |

### 알코올 연료전지 자동차
알코올을 직접 연료전지에 공급하는 방식하고, 연료 개질기를 사용하여 알코올에서 수소를 얻어, 수소 연료 전지에 공급하는 방식이 있다. 
발전 이후의 시스템은, 전동기를 구동하는 전기 자동차와 거의 같으며, 알코올을 연료로 하여 직접 내연기관에서 연소시키는 자동차하고는 다르다.
| 장점 - 화재시 물이나 소화기로 진압이 가능하다. - 항속 거리가 전지식 전기차에 비해 길다. - 기존 주유소의 인프라 활용이 가능하다. - 연료 가격이 비교적으로 저렴하다. - 수소연전료지차하고 설계의 공통화를 도모할 수 있다. - 기존 가솔린 차량의 연료공급장치만 개조하면 바로 적용이 가능하다. | 단점 - 알코올의 제조 단계에서 CO2가 발생하며, 연소성이 낮은 탓에 연비가 떨어지는 편이다. - 메탄올은 금속을 부식시키므로 취급 자격이 필요하다. - 알코올 연료는 가솔린이나 경유에 비해 휘발성(보통 온도에서 액체가 기체로 되어 날아 흩어지는 성질)이 강한 탓에, 취급시 항상 안전에 유의해야 한다. - 연료 전지 스택이 비싸다. - 부식성 때문에 알코올 직접 공급식 연료 전지는 수소 연료 전지 보다 수명이 짧다. |

전기차 구매 고민중이신가요? 전기차 장점 4가지
전기차 급발진 사례

## 국가별 전기 자동차

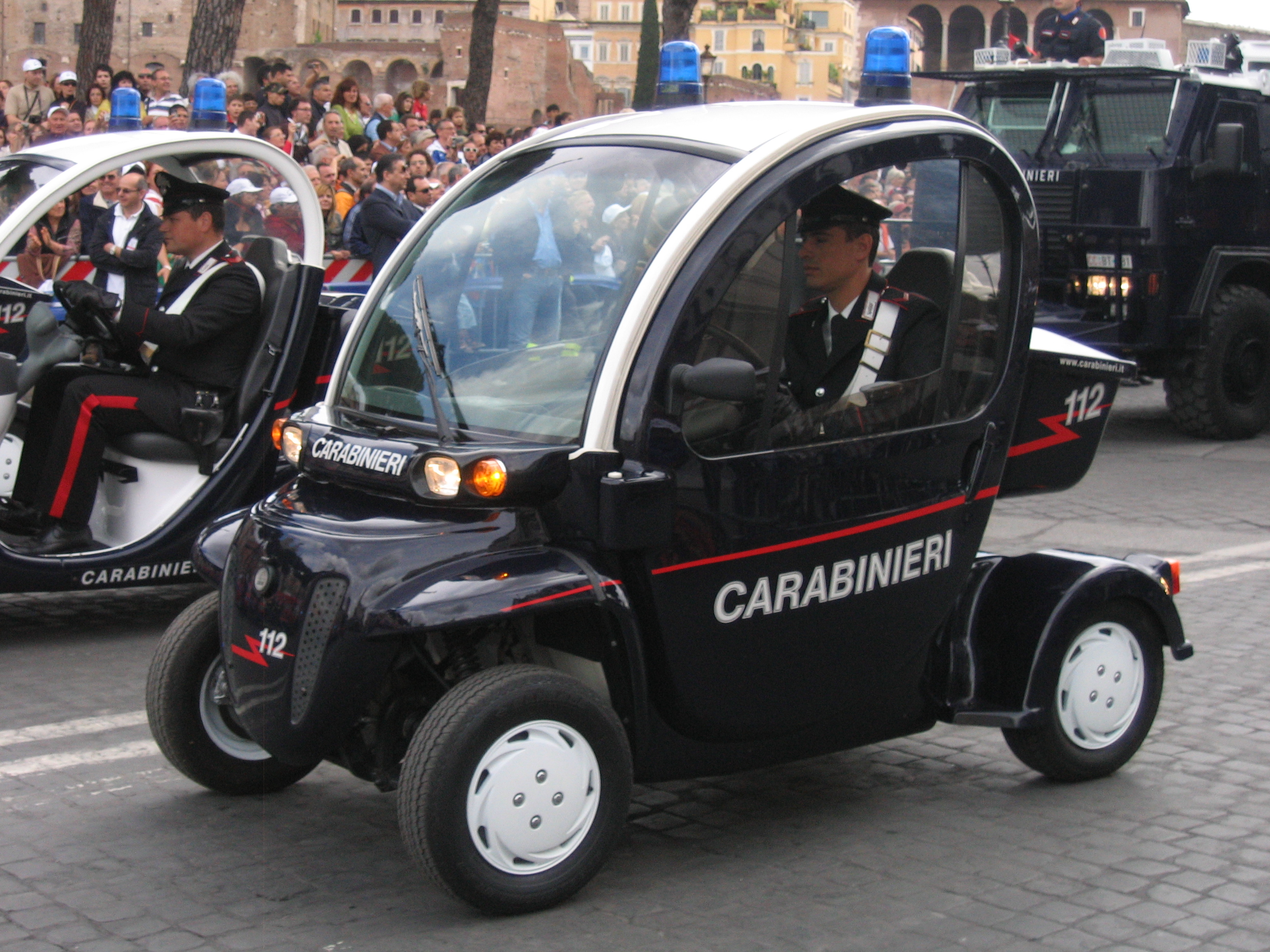
이탈리아 경찰들이 교외 순찰용으로 사용하는 "GEM e2"

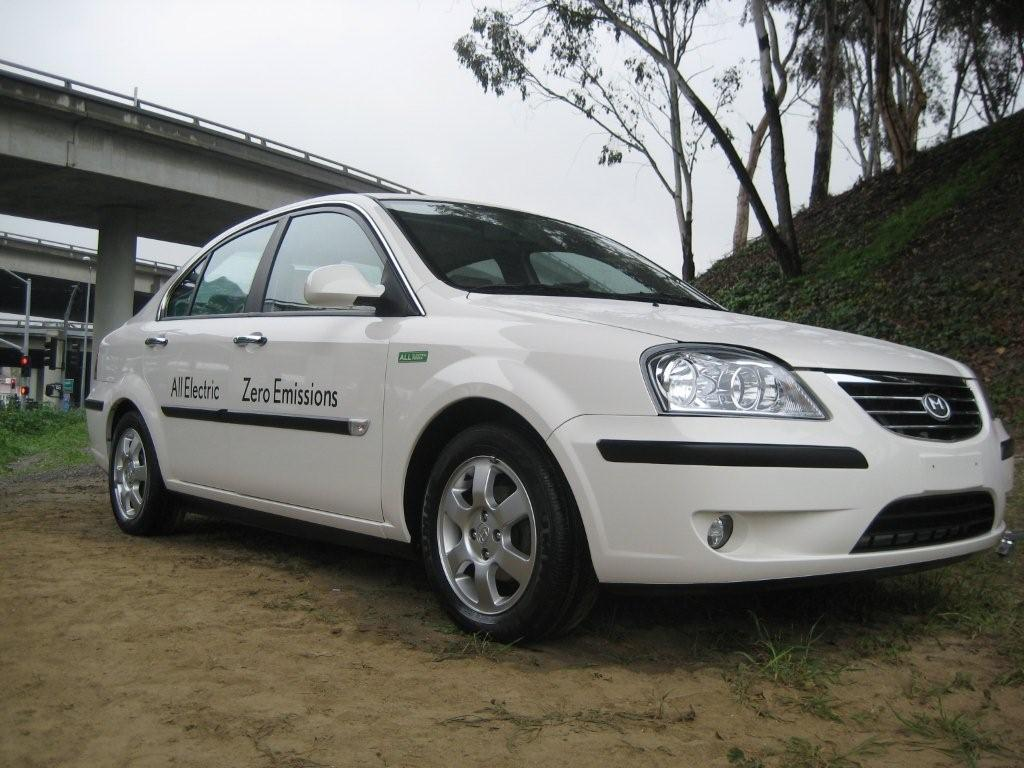
Miles XS500

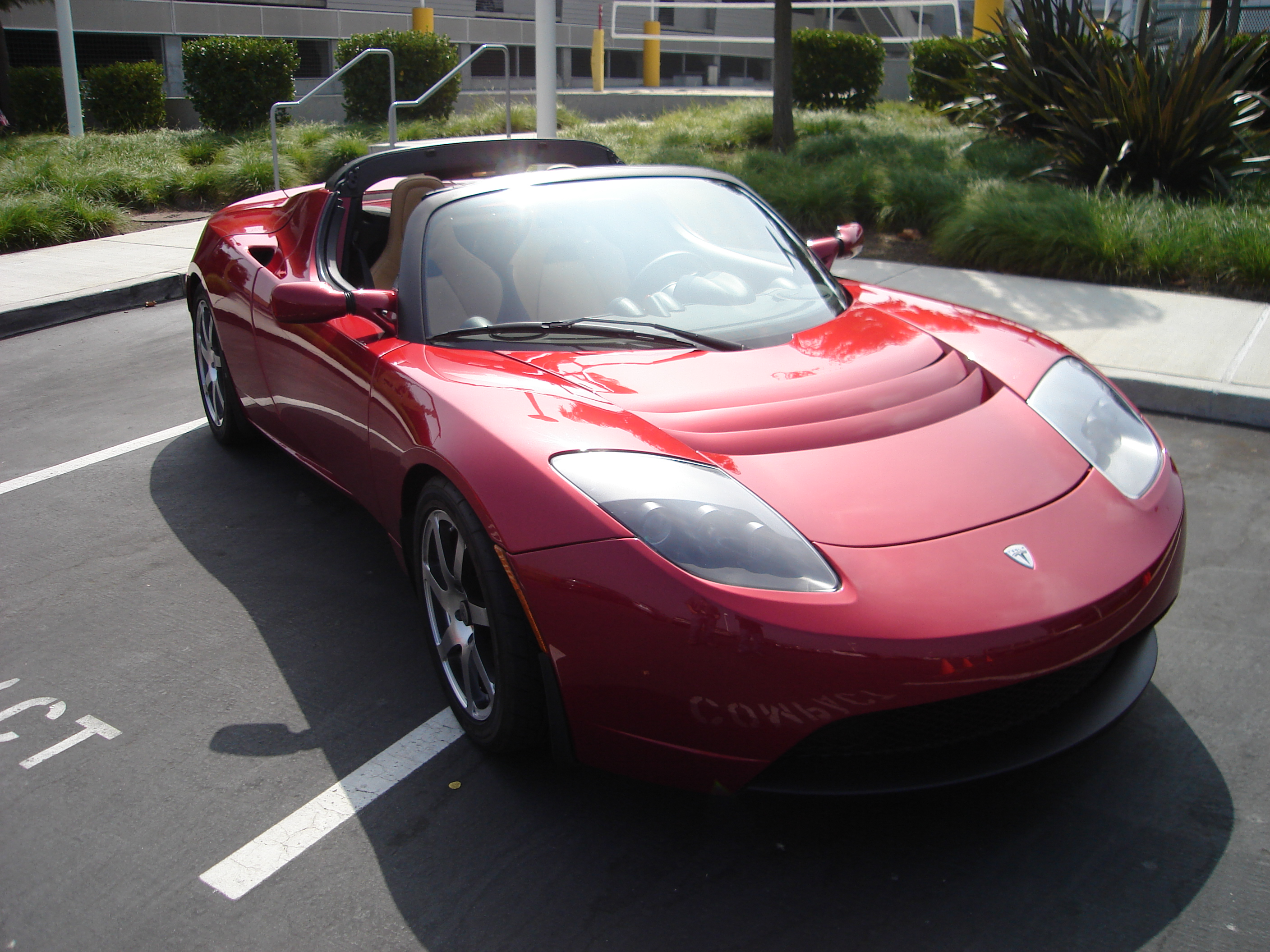
테슬라 모터스에서 처음 개발한 전기 자동차용 스포츠카인 "Tesla Roadster"

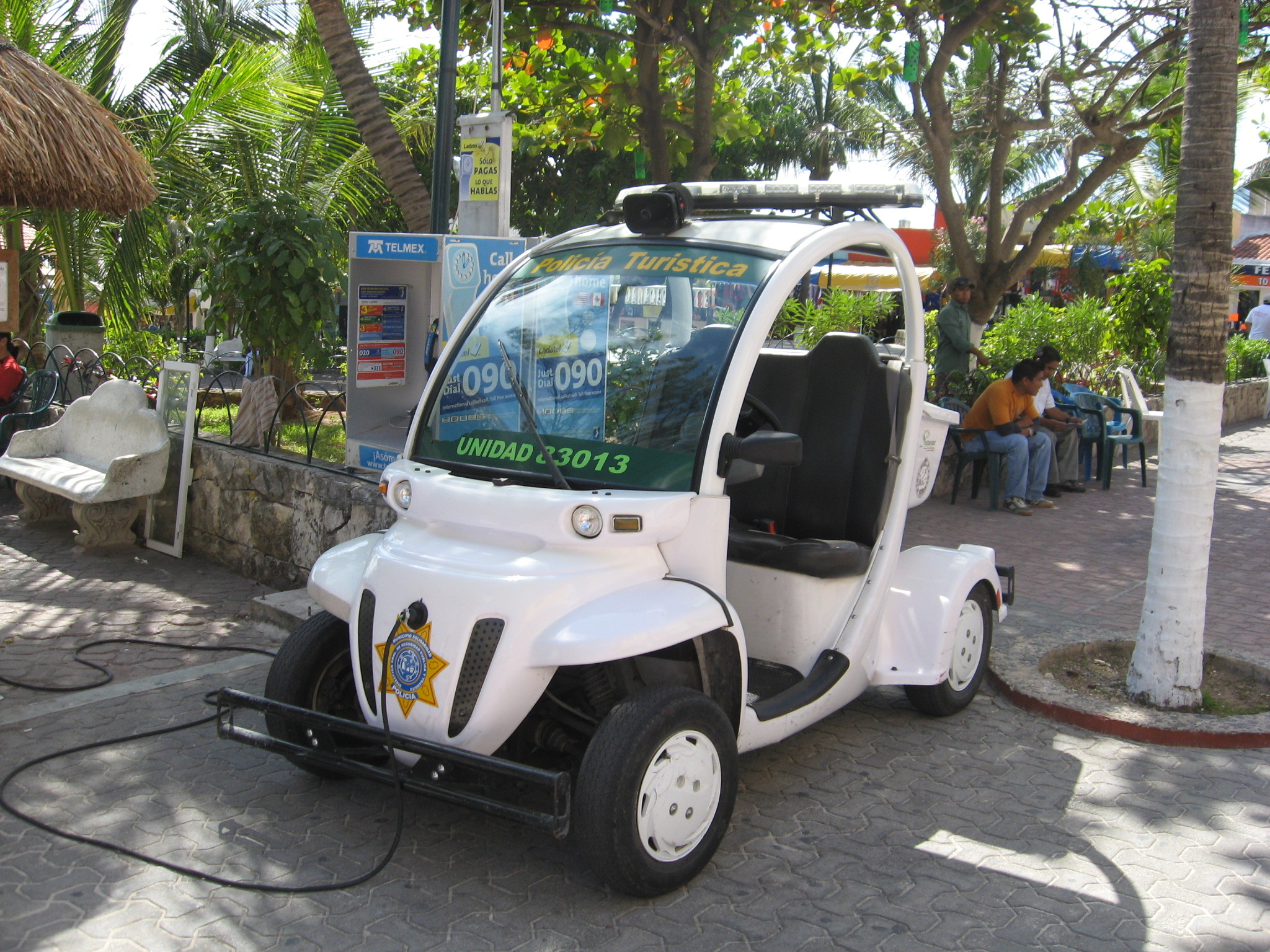
여행자 경찰용으로 멕시코에서 사용되는 "GEM e2"

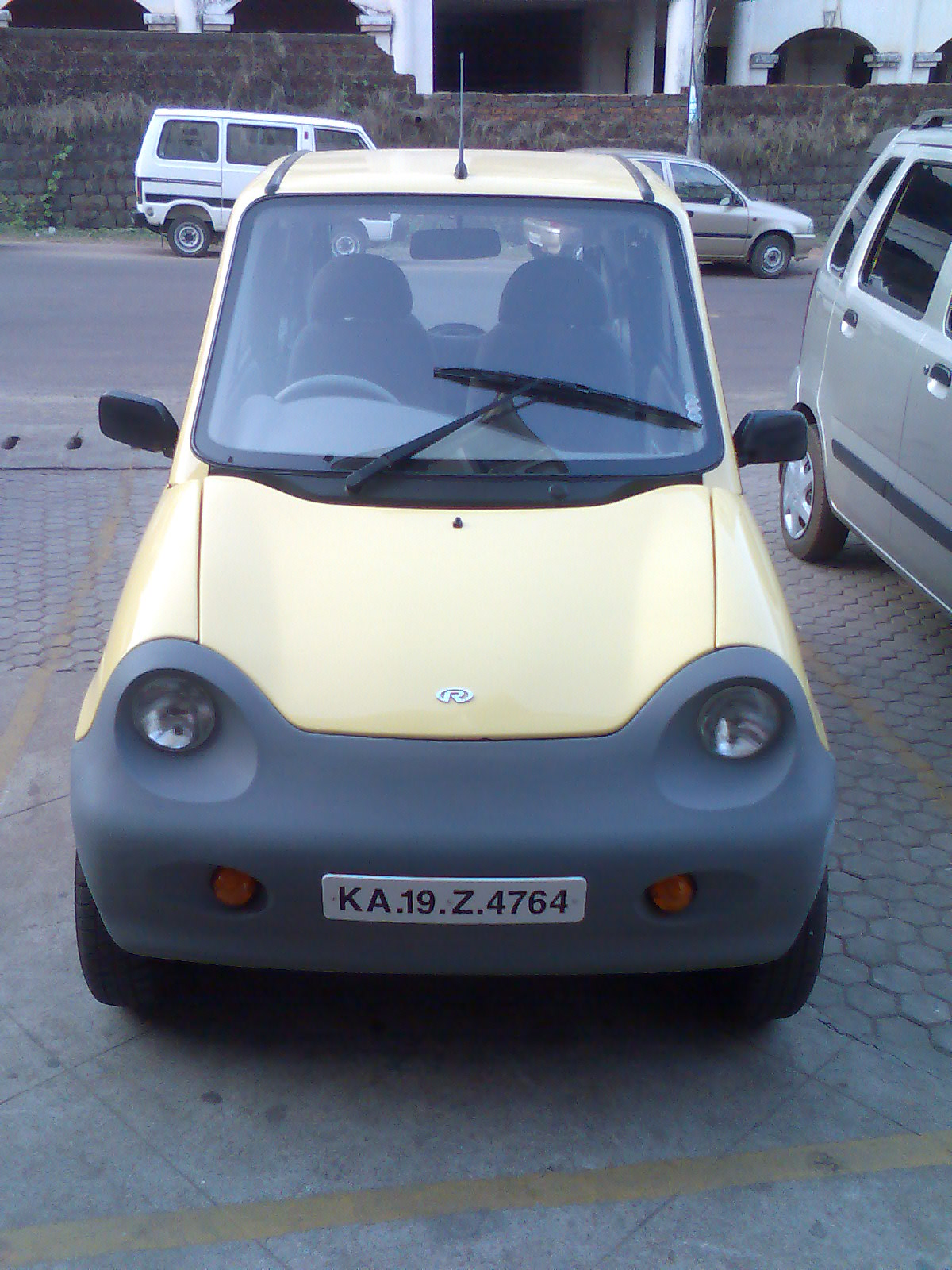
세계에서 가장 많이 판매된 전기 자동차인 "REVA"

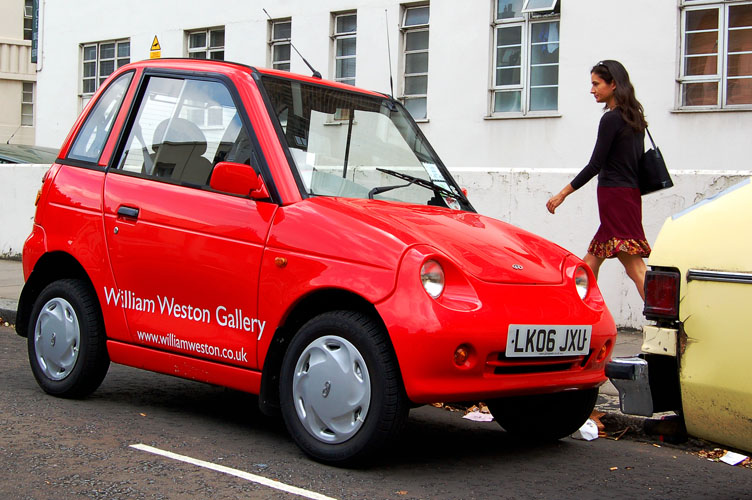
2008년에 "REVAi" 또는 "G-Wiz"의 이름으로 판매된 가장 일반적인 전기 자동차

### 일본

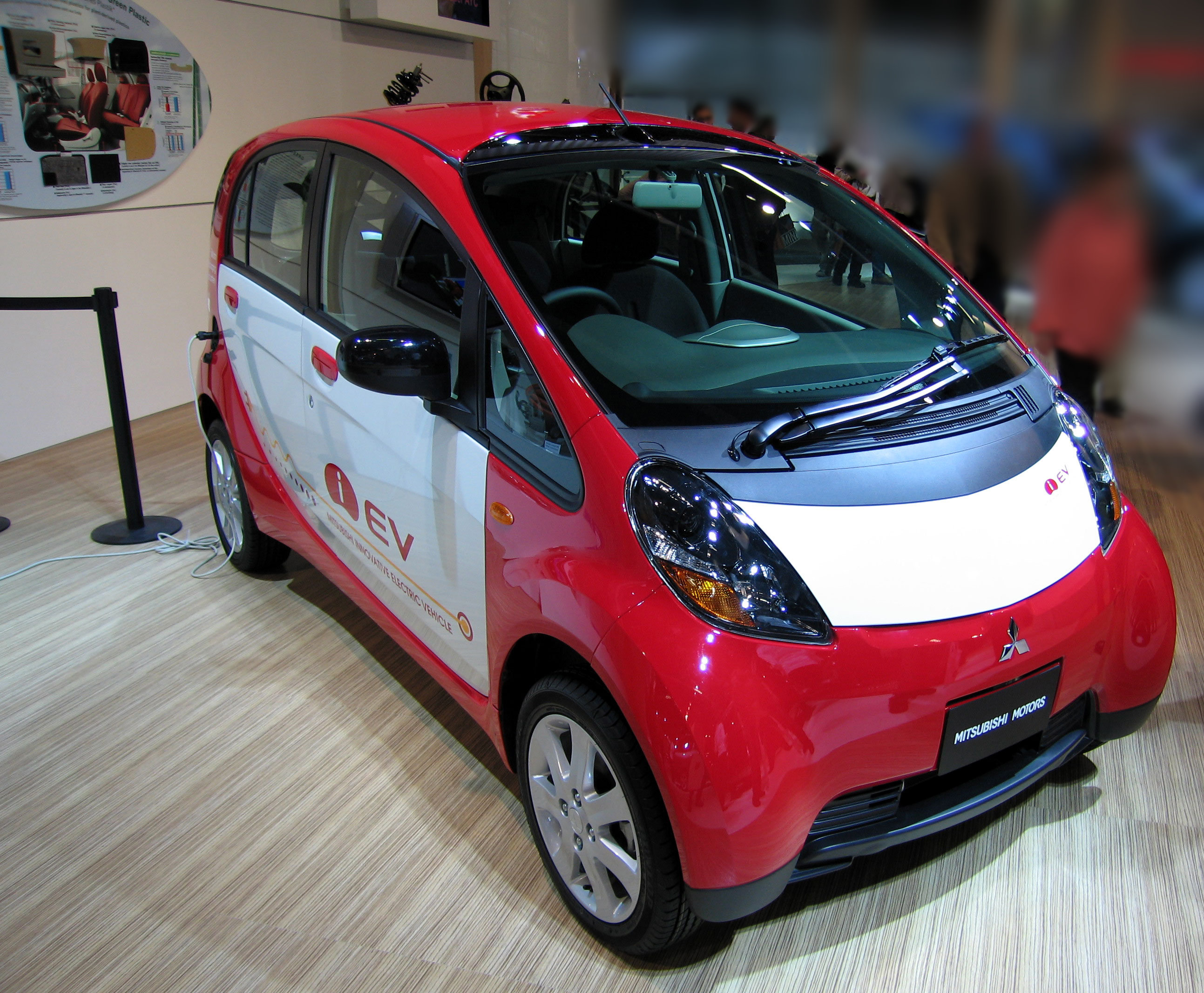
Mitsubishi i MiEV

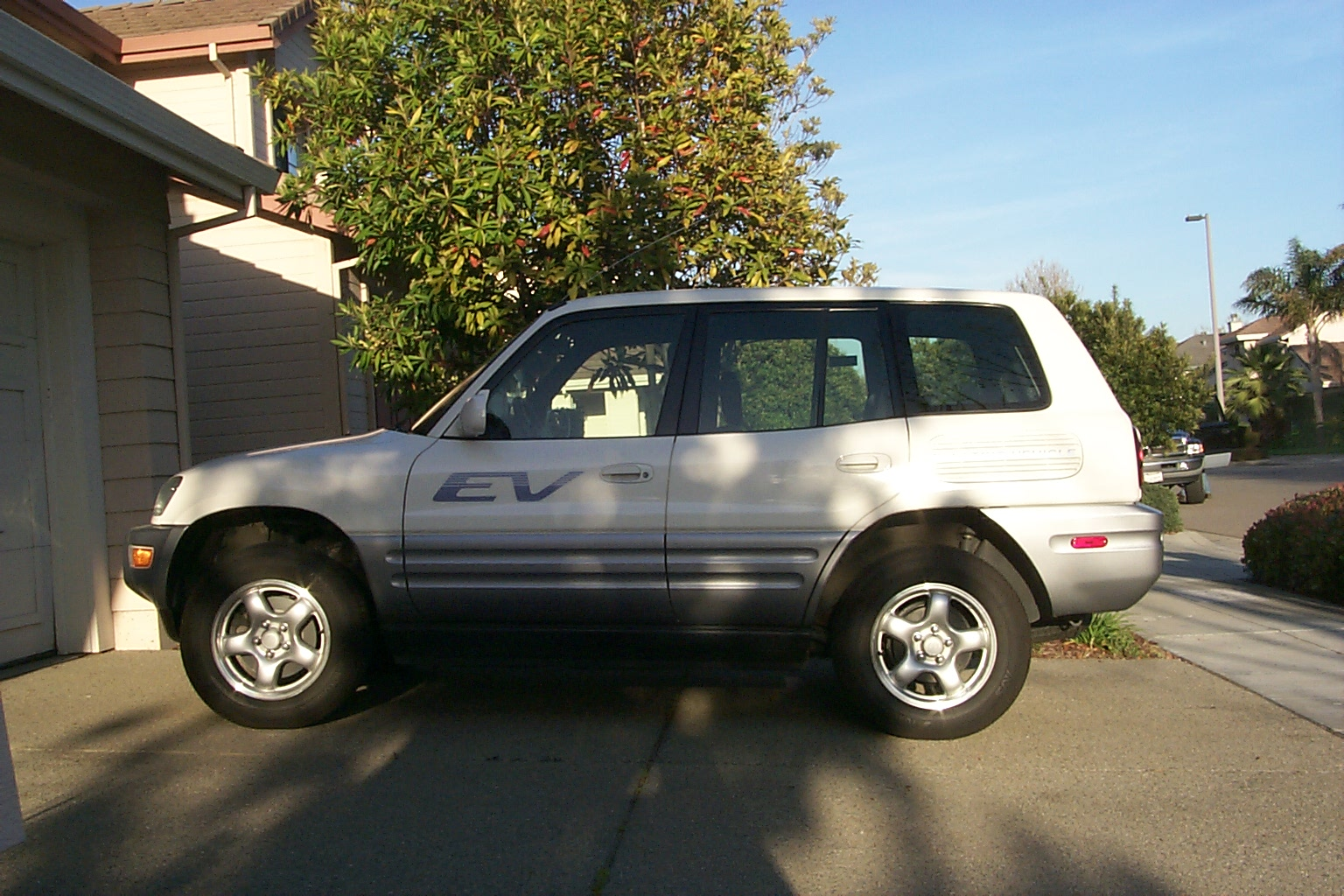
도요타에서 개발한 'RAV4 EV'